# Luxeuil-les-Bains

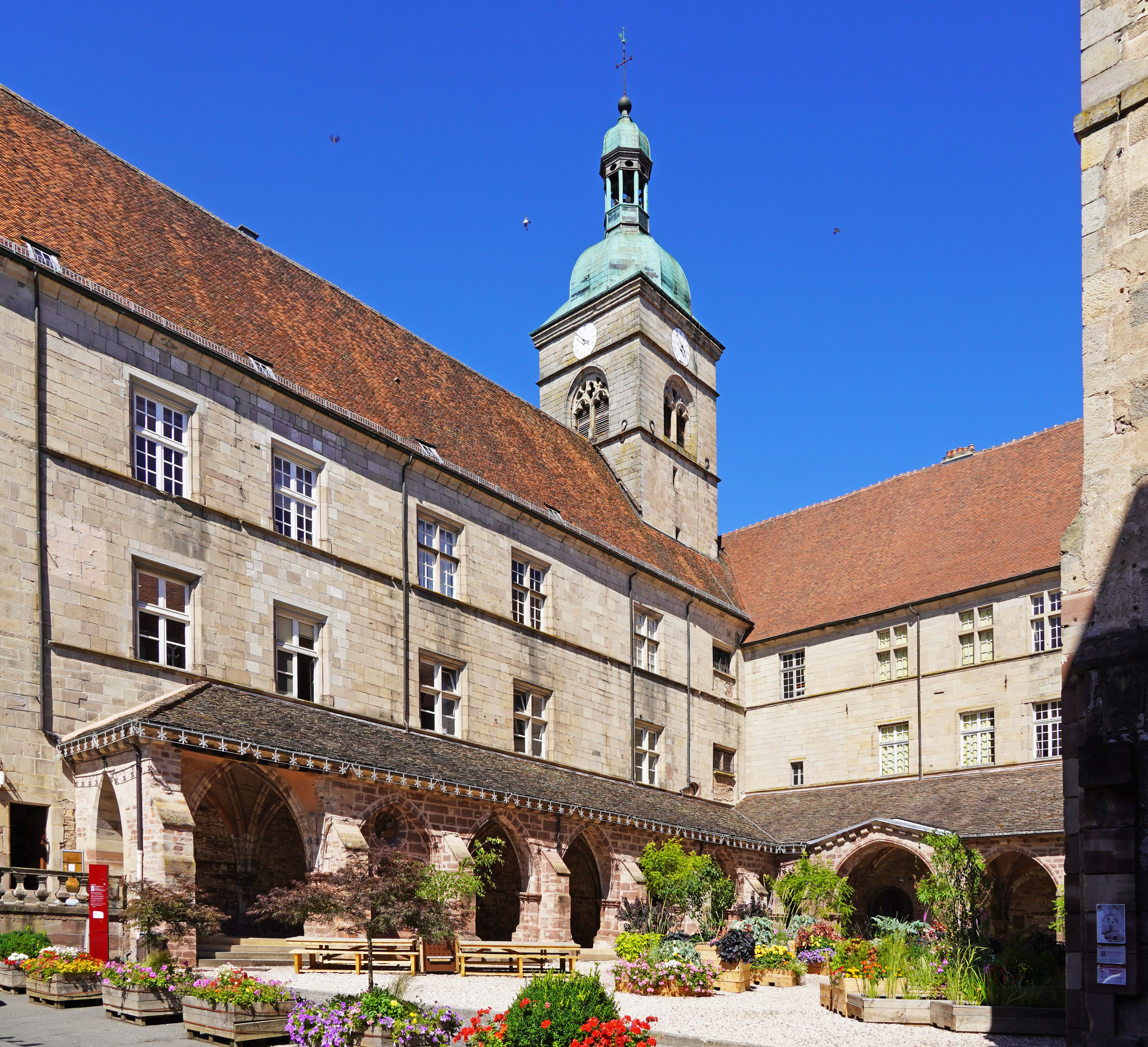
F.d. abbottspalatset

Luxeuil är en stad (kommun) i det franska departementet Haute-Saône i regionen Bourgogne-Franche-Comté, i en fruktbar trakt vid en av Saônes bifloder, med 7 482 invånare (2008). Staden har flera anmärkningsvärda byggnader från 1300–1500-talen, bland andra Maison Carré (det forna stadshuset) från 1440 (med bibliotek och ett litet museum), Maison Jouffroy, Maison François I (renässans) och kyrkan S:t Pierre (från 1330), som tillhörde abbotens palats (nu stadshus). Staden är ryktbar för sina mineralkällor, som innehåller klornatrium. De var kända redan av romarna, som kallade staden Luxovium. Det av Columbanus grundlagda klostret upphävdes 1792.
Kommunen hör till Arrondissement Lure, och är huvudort (chef-lieu) i kantonen Luxeuil-les-Bains och säte för kommunalförbundet Pays de Luxeuil.
Under Första världskriget hade en jaktflygskvadron bestående av amerikanska frivilliga, Escadrille Lafayette sin förläggning i Luxeuil.

## Geografi
Luxeuil-les-Bains ligger i Vogesernas sydvästra utlöpare, 35 kilometer nordöst om Vesoul, 50 kilometer syd om Épinal och 50 kilometer nordväst om Belfort.
Luxeuil-les-Bains grannkommuner är Saint-Valbert i norr, Froideconche i öst, Saint-Sauveur i syd, Breuches i sydväst liksom Hautevelle och Fontaine-lès-Luxeuil i norsväst.

## Befolkningsutveckling
Antalet invånare i kommunen Luxeuil-les-Bains
| Referens: INSEE |

## Vänorter
Luxeuil är vänort med
- Bad Wurzach i Baden-Württemberg (Tyskland), sedan 1988
- Wallingford i grevskapet Oxfordshire (Storbritannien), sedan 1979
- Salsomaggiore Terme i Emilia-Romagna (Italien), sedan 1961
- Hammam-Lif, kurort i Tunesien, sedan 1961